# Lojabach
Der Lojabach ist ein linker Zufluss zur Donau bei Loja, Gemeinde  Persenbeug-Gottsdorf, in Niederösterreich.
Der Bach entspringt in der Südabdachung des Ostrongs auf 695 m ü. A. Höhe zwischen dem Eisernen  Tor und dem Steiernen Kreuz. Nordwestlich der Quelle liegt der Sulzberg (852 m ü. A.). Von dort fließt er nach Süden zur Donau hin, wobei er zunächst zwischen dem Kleinen und den Großen Mühlberg (beide 509 m ü. A.) hindurchsticht und danach einen Steinbruch (Fa. Malaschofsky) durchfließt, um bei Stromkilometer 2053 in die Donau zu münden. Der namensgebende Ort Loja erstreckt sich von der Mündung stromaufwärts bis nach Metzling. In weiten Teilen seines Verlaufes stellt der Bach die Grenze zwischen den Gemeinden Persenbeug-Gottsdorf und Hofamt Priel dar. Sein Einzugsgebiet umfasst dabei 6,1 km² in großteils bewaldeter Landschaft.